# Sipalolasma ellioti
Espèce
Sipalolasma ellioti est une espèce d'araignées mygalomorphes de la famille des Barychelidae.

## Distribution
Cette espèce est endémique du Sri Lanka.

## Description
Le mâle décrit par  en mesure 10 mm et la femelle 11 mm.

## Publication originale
- Simon, 1892 : Histoire naturelle des araignées. Paris, vol. 1, p. 1-256 (texte intégral).